# Jeff Feagles
Jeffrey Allan "Jeff" Feagles (født 7. marts 1966 i Anaheim, Californien, USA) er en tidligere amerikansk footballspiller, der spillede i NFL som punter. Feagles var aktiv i ligaen mellem 1988 og 2009. og spillede for New England Patriots, Philadelphia Eagles, Arizona Cardinals, Seattle Seahawks og New York Giants.
Feagles var en del af det New York Giants-hold, der i 2008 overraskende vandt Super Bowl XLII efter sejr over New England Patriots. En enkelt gang, i 1995, blev han udtaget til Pro Bowl, NFL's All Star-kamp.

## Klubber
- 1988-1989: New England Patriots
- 1990-1993: Philadelphia Eagles
- 1994-1997: Arizona Cardinals
- 1998-2002: Seattle Seahawks
- 2003-2009: New York Giants